# Mostert (Adelsgeschlecht)

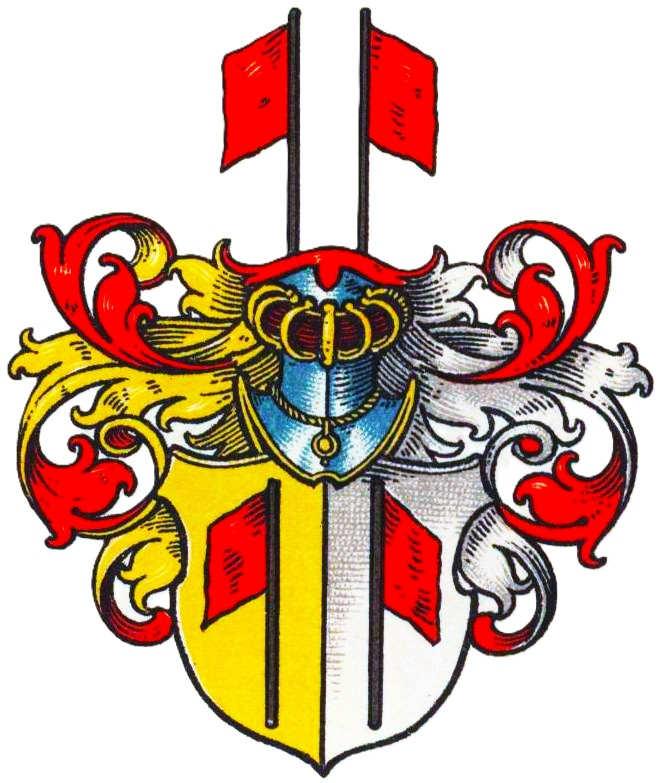
Stammwappen der Mostert im Wappenbuch des Westfälischen Adels

Mostert (auch Mostart, Mosthardes oder Achter dem Gildehus, von Hamm (lat. de Hammone) o. ä.) ist der Name eines erloschenen westfälischen Adelsgeschlechts.

## Geschichte
Das Geschlecht zählte zu den Volmesteiner Ministerialen und wohnte zu Hamm an der Lippe.
Dethmar achter dem Gildehus zu Hamm verkaufte 1344 den Nonnen zu Welver eine Hufe namens Busenhaus zu Weetfeld im Kirchspiel Bönen. 1356 tritt ein Themo Mostert auf, der zu jenem Zeitpunkt Bürgermeister zu Hamm war und einen Zehnten zu Vöckinghausen den Nonnen zu Welver verkaufte. Hermann Mostart stellte 1407 der Margarethe von der Mark, Pröpstin zu Essen, eine Bestätigung für seine Behandigung mit dem Horeshofe aus. Bernd Mostert wird 1411 als Volmesteiner Freigraf erwähnt, als Johann von Volmestein der Äbtissin Fye von Mallinckrodt und dem Kapitel des Stifts Herdecke eine Rente verschrieb. Lubert Mostert war 1413 Richter tom Hamme.
Laut Max von Spießen erlosch die Familie mit dem Tod von Elisabeth Mostert, Frau des 1472–1507 vielfachen Soester Bürgermeisters Detmar von Klepping. Aber noch 1548 wird ein Meister Gerd Mostert urkundlich erwähnt.

## Wappen
Blasonierung: Von Gold und Silber gespalten, jede Hälfte mit einer roten Fahne mit schwarzen Stab. Auf dem Helm mit rechts rot-goldenen und links rot-silbernen Helmdecken wiederholen sich die Fahnen.